# Halepalya, Malur
Halepalya là một làng thuộc tehsil Malur, huyện Kolar, bang Karnataka, Ấn Độ.